# بوابة الهند

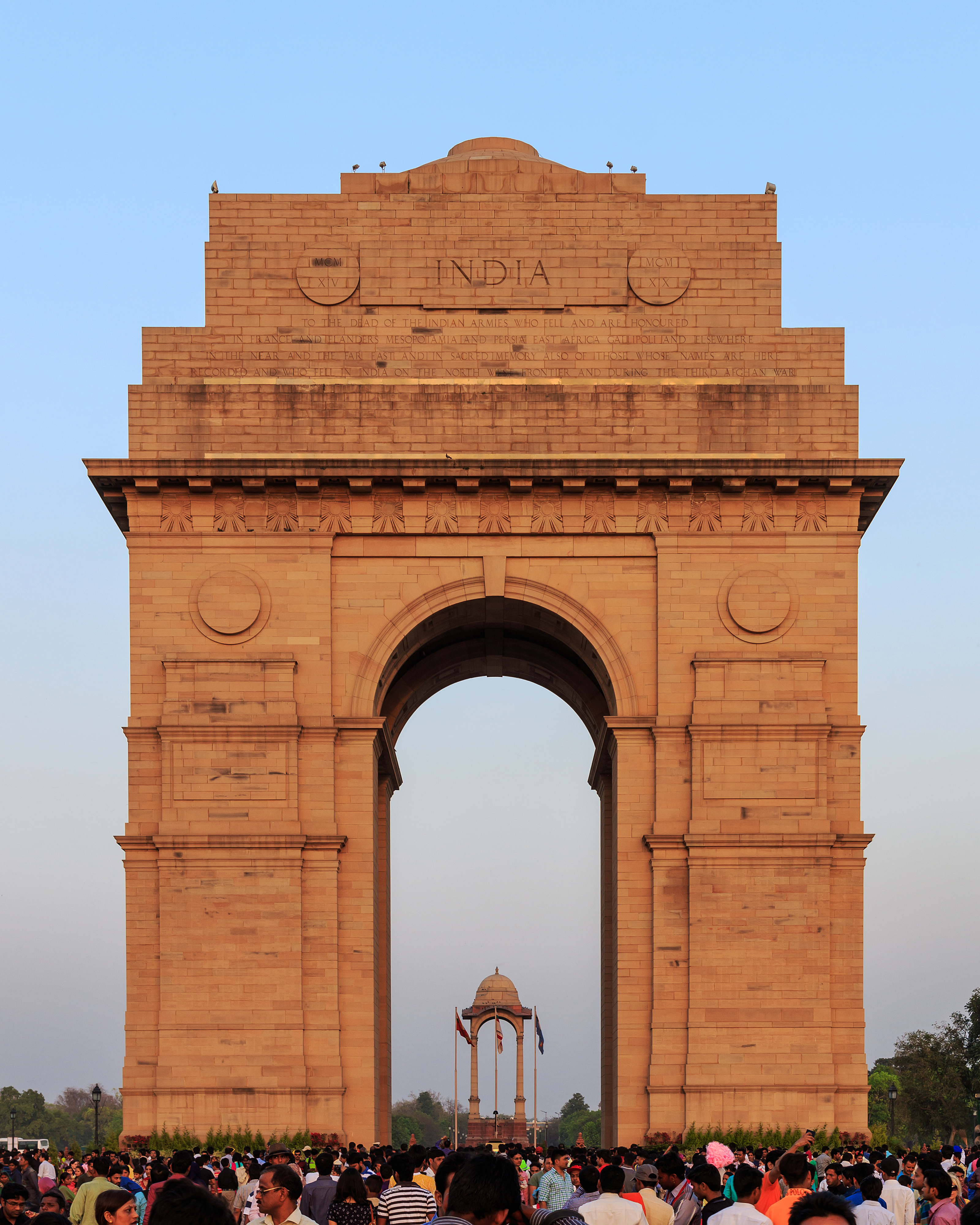
بوابة الهند

بوابة الهند (بالسنسكريتية: इंडिया गेट)(بالإنجليزية: India Gate)‏ هو صرح وطني في الهند ومن أكبر صروح الحرب في البلاد، يقع في وسط نيودلهي, صمم من قبل السير ويليام لوتينس، بدأ بنائه عام 1921 وانتهى عام 1931, يعتبر أيضا أحد أشكال أقواس النصر. بني لتخليد ذكرى ال 90.000 جندي هندي الذين شكّلوا الجيش البريطاني الهندي والذين خسروا أرواحهم خلال الحرب العالمية الأولى والحروب الأفغانية من أجل الإمبراطورية الهندية.
في الأصل كان أمام الصرح تمثال للملك جورج الخامس والذي نقل لاحقا إلى أحد الحدائق العامة، بعد استقلال البلاد، أضحى الموقع تابعا للجيش الهندي كقبر للجندي المجهول والمعروف باسم (Amar Jawan Jyoti).
ارتفاع الصرح 42 م، يقع في إحدى الساحات الرئيسة للمدينة، ويعتبر ملتقى عدة طرق رئيسية كانت تستعمل للنقل، ما لبث أن أغلقت الطرقات بعد التهديدات الأمنية.